# Francesc Comellas i Llinares
Francesc Comellas i Llinares (Castellar del Vallès, 9 de gener de 1917 - Leonding, 16 de juliol del 2001) va ser un anarquista català, pres amb el número 4.717 al camp de concentració de Mauthausen.

## Biografia
Natural de Castellar del Vallès, Francesc Comellas, afiliat a la CNT, fou un dels principals activistes que s'organitzaren per defensar la república a Castellar del Vallès enfront del cop d'estat del General Franco, el 18 de juliol de 1936. Durant els mesos posteriors al cop d'estat, fou l'encarregat de les col·lectivitzacions de les empreses de la zona i d'algunes finques on s'instal·laren les seus de sindicats. Una vegada va donar per conclosa la tasca, marxà al front on va lluitar a la Columna Durruti. Mentre estava al front, fou acusat d'estafa i d'haver-se apropiat diners del sindicat a Castellar del Vallès, la qual cosa l'obligà a tornar a la vila on va col·laborar amb l'organització de guerra de l'agrupació local de la CNT. Posteriorment, retornar al front on va lluitar en la batalla de Terol i la batalla de l'Ebre. Perduda la guerra civil espanyola fou internat al camp d'internament d'Argelers i posteriorment reclutat per a la companyia de treballadors estrangers, on feu tasques de reforç de la línia Maginot.
Amb l'entrada de les tropes alemanyes i la rendició de França, Comellas fou detingut i empresonat a Estrasburg i a Àustria. Finalment, el 13 de desembre de 1940 fou internat a Mauthausen i identificat amb el número 4.717. El 3 de maig de 1945, fou evacuat del camp i traslladat en formació a Gampern i Seewalchen (Àustria) sota el comandament de joves oficials de les SS. Aprofitant una estona de calma, Comellas i dos companys s'escaparen de la formació, i voltaren fins a topar amb una columna militar estatunidenca.
Un cop acabada la guerra, decidí no tornar a l'estat espanyol fins que la república fou reinstaurada, i s'instal·là a Àustria. Durant els anys posteriors a l'alliberament del camp, es dedicà a treballar per la consciència de la memòria històrica, organitzant visites i actes al mateix camp. El 2015 fou distingit pòstumament amb la Menció Honorària de la corporació municipal de Castellar.